# Мухино (Череповецкий район)
Мухино — деревня в Череповецком районе Вологодской области.
Входит в состав Ягановского сельского поселения, с точки зрения административно-территориального деления — в Ягановский сельсовет.
Расстояние по автодороге до районного центра Череповца — 30 км, до центра муниципального образования Яганово — 10 км. Ближайшие населённые пункты — Федорково, Бекетово, Соболево.
По переписи 2002 года население — 6 человек.